# Friburgomeryx
Friburgomeryx — вимерлий рід парнопалих ссавців з родини кабаргових (Moschidae). Рід відомий за скам'янілостями, що представляють міоцен Швейцарії (3 колекції).